# Напеантус эквадорский
Напеа́нтус эквадо́рский (лат. Napeanthus ecuadorensis) — вид цветковых растений рода Напеантус (Napeanthus) семейства Геснериевые (Gesneriaceae). Эндемик Эквадора. Произрастает во влажных тропических и субтропических горных лесах. 